# Landhaus Glasewaldtstraße 8

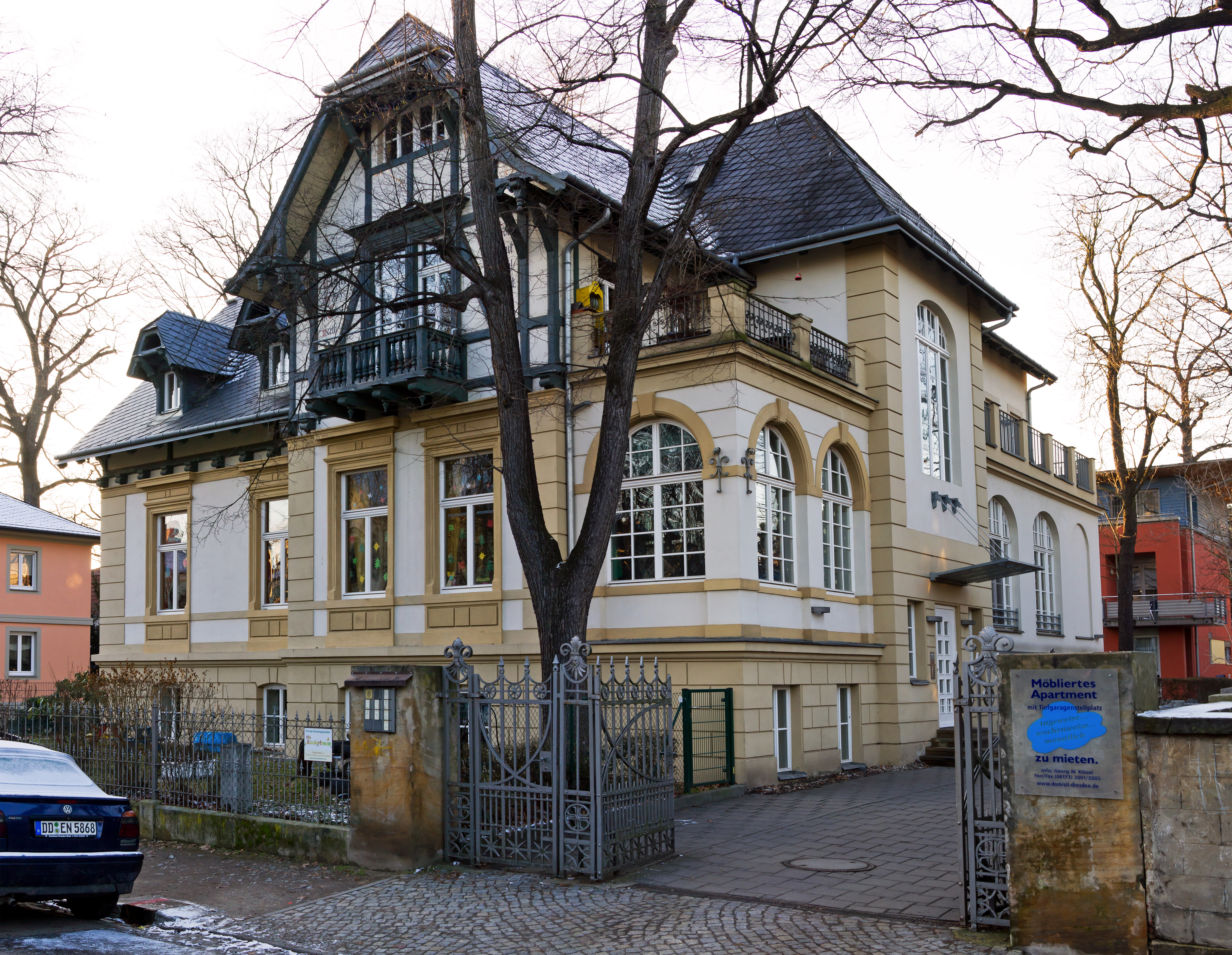
Glasewaldtstraße 8

Das  Landhaus Glasewaldtstraße 8 ist ein denkmalgeschütztes villenartiges Gebäude. Es gehört zu den „bemerkenswertesten Gebäuden“ an der nach dem Dresdner Bürgermeister Friedrich Glasewaldt benannten Straße in Dresden-Striesen.

## Beschreibung
Der historische Bau wurde 1888 als eines der ersten Gebäude an der Glasewaldtstraße im Auftrag der Schauspielerin Charlotte Basté nach Plänen von Karl Emil Scherz erbaut. Die Fassade schmücken mehrere Sinnsprüche.
Bis zum Ersten Weltkrieg bewohnte die Hofschauspielerin mit ihrer Familie das Gebäude. Eine an dem Haus befindliche Gedenktafel, die an Basté erinnerte, wurde in den 1960er-Jahren entfernt. Basté wohnte später in unmittelbarer Nähe in der Wägnerstraße 18.
Nach der Sanierung befindet sich heute die private Kindertagesstätte Villa Kindertraum im Gebäude.

## Bilder

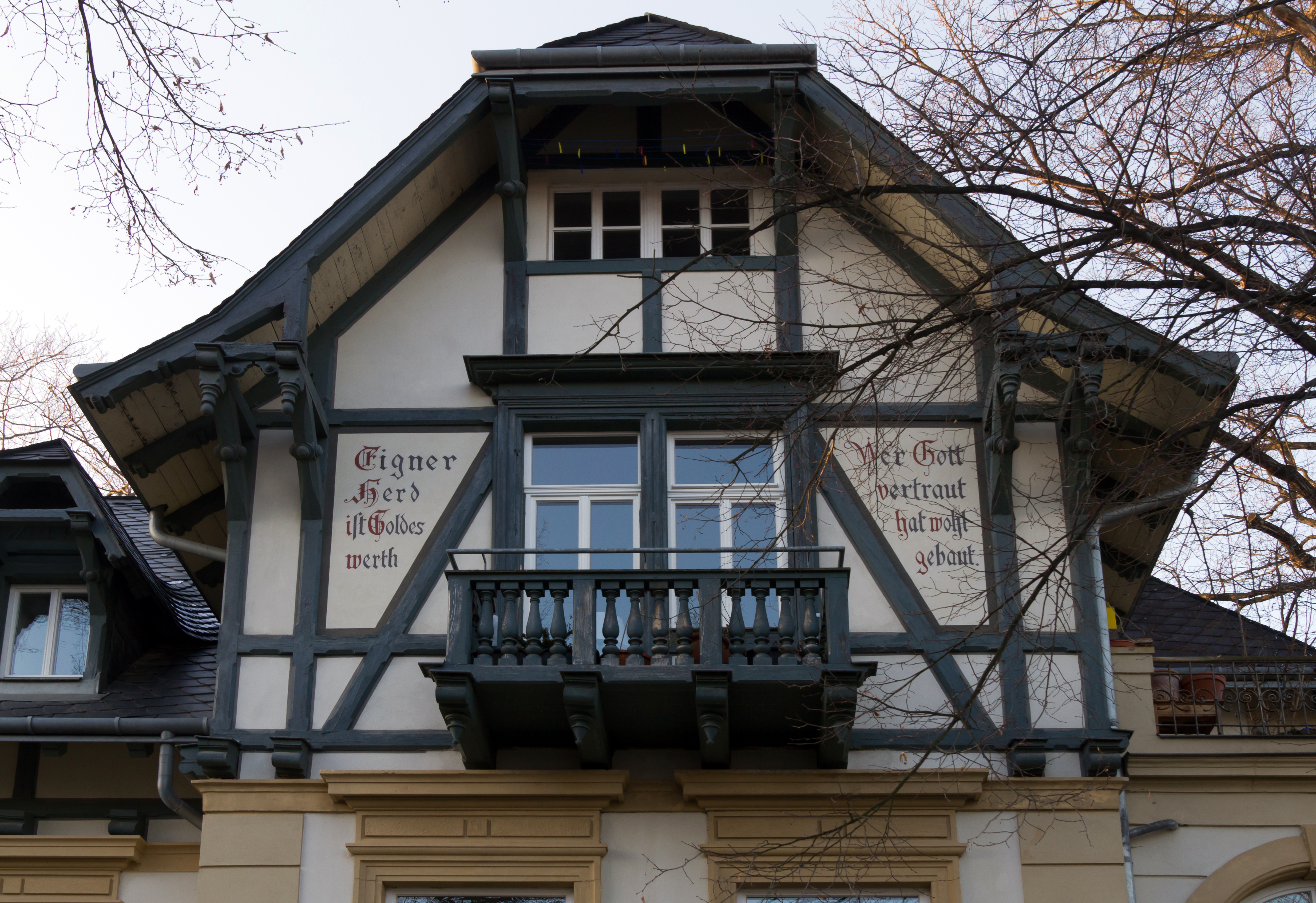
Giebel zur Glasewaldtstraße
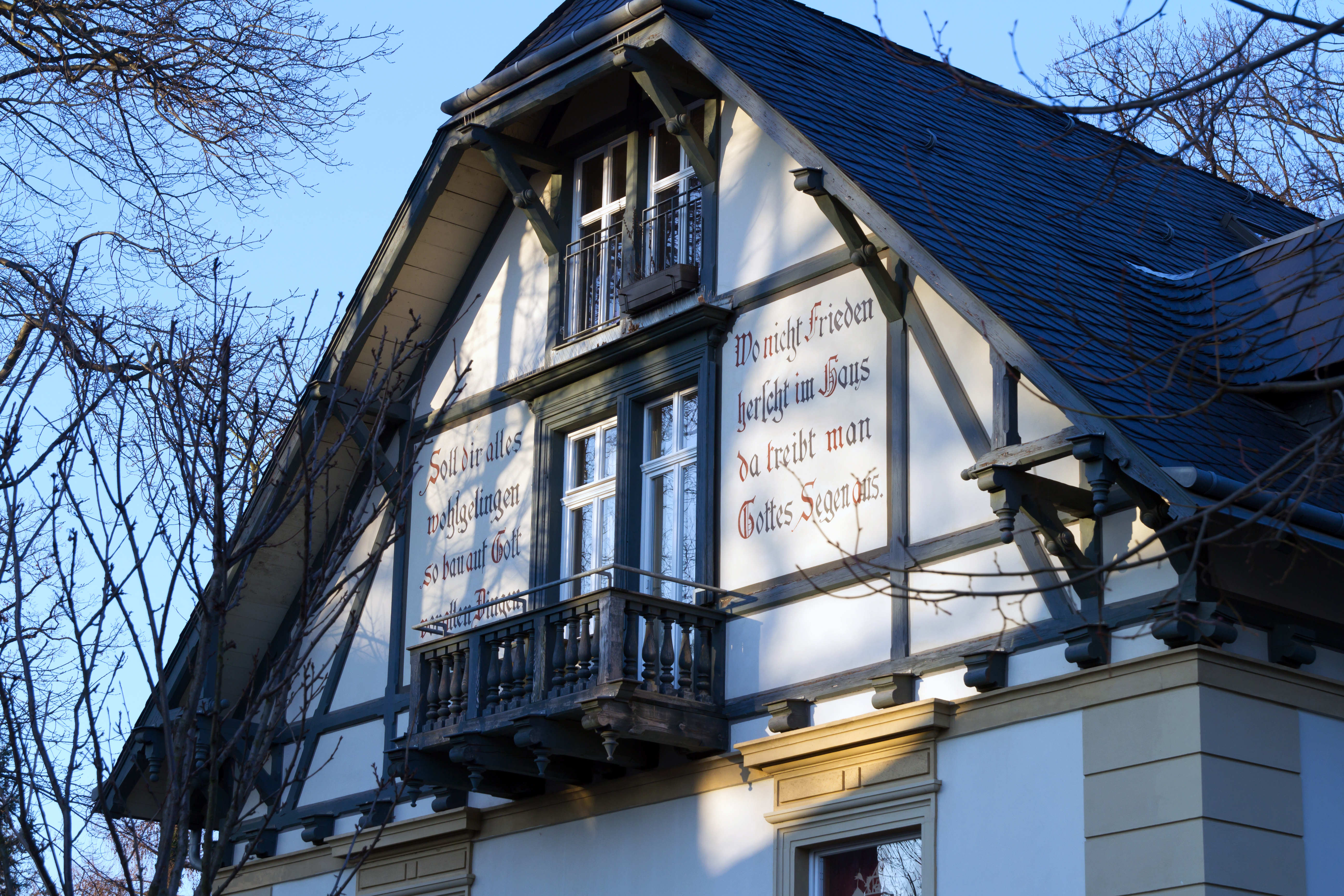
Giebel der Südseite